# Ловцкий, Яков Абрамович
Яков Абрамович Ловцкий (полное имя Яков-Иде Абрамович Ловцкий; 15 апреля 1870, Кишинёв, Бессарабская область — 2 июня 1961, Ленинград) — русский и советский врач-терапевт и эндокринолог, учёный-медик, доктор медицинских наук, профессор. Заслуженный деятель науки РСФСР (1936).
Работал в амбулатории профессора Г. А. Шапиро, затем ассистентом терапевтического отделения профессора М. И. Афанасьева в Императорском клиническом институте великой княгини Елены Павловны. После его преобразования (1924) — профессор Ленинградского государственного института усовершенствования врачей имени С. М. Кирова, заведующий клиникой Покровской больницы.

## Биография
Родился в 1870 году в Кишинёве в зажиточной еврейской семье. Его отец, сорокский мещанин (позже купец) Абрам Аронович Ловцкий, занимался производством и торговлей посудой в Сороках, Кишинёве и Болграде (Измаильский уезд); мать — Марьям Дувид-Беровна Ловцкая. В 1890 году окончил Кишинёвскую 1-ю гимназию и в том же году поступил на медицинский факультет Императорского Харьковского университета, который окончил с отличием в 1896 году.
После окончания университета, осенью 1896 года, Ловцкий переехал в Санкт-Петербург, где был принят в Обуховскую больницу. Одновременно слушал лекции в Императорском клиническом институте Великой княгини Елены Павловны, изучал патологическую анатомию под руководством профессора Н. В. Петрова и бактериологию у профессора М. И. Афанасьева, который предложил Я. А. Ловцкому остаться экстерном при клинике внутренних болезней.
С 1897 года трудовая деятельность Я. А. Ловцкого была неразрывно связана с Императорским клиническим институтом Великой княгини Елены Павловны. Здесь он изучал вопрос о действии коричной кислоты на туберкулёз, и позднее действие ряда фармакологических средств на организм животных и человека экспериментально. Он экспериментально и клинически доказывал эффективность препаратов в практической медицине и в клинической практике.
В 1897 году Я. А. Ловцкий поступил в докторантуру при Военно-медицинской академии. В 1904 году был утверждён сверхштатным сотрудником клиники терапии Императорского клинического института. В ноября 1904 года был откомандирован на фронт, в качестве полкогово врача участвовал в боеных действиях во время Русско-японской войны. Вернувшись после войны в Санкт-Петербург, продолжил свои исследования в области клинической фармакологии в клинике у профессора М. И. Афанасьева. В 1905 году ему было поручено чтение лекций по клинической фармакологии врачам, приезжавшим в институт на усовершенствование.
В 1910—1914 годах Я. А. Ловцкий стажировался в европейских клиниках и лабораториях у профессоров Клемперера, Сенатора, Боаса и Ноордена., где проводил по три месяца в году. В 1912 году был утверждён младшим ассистентом клиники внутренних болезней, а в 1914 году направлен на русско-германский фронт во время Первой мировой войны. Он был откомандирован в резерв Окружного военного сануправления, затем в резерв врачей Минского Окружного военного сануправления, далее — в распоряжение начальника санчасти армий Юго-Западного фронта. В декабре 1914 года Я. А. Ловцкий был откомандирован в Кельцы для оборудования изоляторно-наблюдательного пункта, а 31 декабря 1914 года — в распоряжение корпусного врача 17-го армейского корпуса для содействия по борьбе с заразными болезнями. В феврале 1915 года Я. А. Ловцкий был назначен старшим ординатором 146-го полкового госпиталя, а с января 1916 года исполнял обязанности главного врача этого госпиталя.
В феврале 1917 года Я. А. Ловцкий был демобилизован по состоянию здоровья и вернулся в институт на должность старшего ассистента клиники внутренних болезней. В 1919 году он занял должность преподавателя терапевтической кафедры, а с 1918 по 1920 год, в связи с отъездом профессора Г. Ю. Явейна в Крым за своей семьёй, отрезанной от Петрограда фронтами Гражданской войны, возглавлял 1-ю кафедру терапии института.
В 1920 году Я. А. Ловцкий защитил докторскую диссертацию по теме «О мочегонных средствах» и получил звание учёного специалиста по внутренним болезням. В 1921 году был избран профессором вновь созданной поликлинической кафедры Советского клинического института для усовершенствования врачей, а в 1922 году — профессором 2-й терапевтической клиники, которая была преобразована во 2-ю кафедру терапии с поликлиникой. С 1924 года он одновременно исполнял обязанности консультанта Сестрорецкого округа. В 1923 году организовал в институте одно из первых эндокринологических отделений в стране.
26 мая 1936 года Я. А. Ловцкому было присвоено звание заслуженного деятеля науки РСФСР.
С 24 июня по 27 сентября 1941 года, во время Великой Отечественной войны, А. Я. Ловцкий состоял главным консультантом по внутренним болезням в пяти эвакогоспиталях, прикреплённых к Государственному институту для усовершенствования врачей имени В. И. Ленина (ГИДУВ). С октября 1941 года по май 1944 года был командирован в Пермь в качестве консультанта-терапевта для обслуживания эвакогоспиталя № 1719. Одновременно заведовал кафедрой пропедевтики внутренних болезней Пермского медицинского института и исполнял обязанности заместителя директора института по научно-исследовательской работе.
В июне 1944 года по возвращении в Ленинград приступил к исполнению обязанностей заведующего 1-й кафедрой терапии, которой руководил до 1953 года. С 1935 года занимался разработкой инсулина пролонгированного действия и методами пересадки больным сахарным диабетом поджелудочных желёз человеческих эмбрионов.
Перу Я. А. Ловцкого принадлежат 7 монографий, 150 научных работ по различным разделам терапии внутренних болезней и эндокринологии. Под его руководством было выполнено и защищено 17 докторских и 50 кандидатских диссертаций, рад его учеников стали заведующими кафедрами в разных городах Советского Союза.
Профессор Я. А. Ловцкий неоднократно избирался председателем и вице-председателем ряда терапевтических съездов.
В 1953 году профессор Я. А. Ловцкий был освобождён от обязанностей заведующего кафедрой терапии № 1 «по возрасту и состоянию здоровья», но продолжал вести научно-исследовательскую работу по проблемам внутренней патологии и подготовил к изданию очередную монографию.

## Семья
- Брат — Нисон (Несанель) Абрамович Ловцкий (1876 — после 1942), вольнопрактикующий врач в Кишинёве[10], впоследствии жил в Ленинграде[11].
- Двоюродные братья — шахматист Мойше Ловцкий и композитор Герман Ловцкий.
- Жена — Людмила Михайловна Ловцкая (1878—1946)[12]. 
  - Дочь — Александра Яковлевна Ловцкая (1909—1987), невропатолог, автор монографии «Злокачественное малокровие и нервная система: нейро-анемические синдромы» (Л.: Тип. Трансельдориздата им. Лоханкова, 1939); её муж — профессор Военно-морской медицинской академии Виктор Абрамович Повжитков (1902—1987), акушер-гинеколог, автор монографий «Секреция желудочных желёз во время беременности» (1946), «Кровотечение в последние месяцы беременности и в родах» (1956).

## Сочинения
- Несколько наблюдений над действием подкожных впрыскиваний 2½ %-ного раствора коричнокислого натра (natri cinnamylici) на бугорчатых больных. СПб: типография Я. Трей,  1899.
- Четыре случая опухолей средостения с отёком верхней половины тела. СПб, 1904.
- Три случая икоты. СПб: типо-литография М. Я. Минкова, 1906.
- Сравнительная оценка некоторых сердечно-мочегонных средств на основании материала Терапевтического отделения при Клиническом институте великой княгини Елены Павловны. СПб: Издательство журнала «Современная медицина и гигиена», 1907.
- Диуретин, агурин и теоцин. СПб: Товарищество художественной печати, 1910. — 173 с.
- Функциональная диагностика заболеваний внутренних органов. / Проф. Я. А. Ловцкий, прив. доц. Н. И. Шварц, д-р Г. Я. Гехтман. Государственный институт для усовершенствования врачей. Л.: Государственное издательство, 1927. — 172 с.
- Клиническая фармакотерапия. / Я. А. Ловцкий, М. Я. Брейтман. М.—Л.: Государственное издательство, 1930. — 532 с.
- Обмен веществ в организме животных и человека. Руководство для врачей и студентов (с Е. С. Лондоном). М.—Л.: Наркомздрав СССР и Биомедгиз, Ленинградское отделение, 1938. — 772 с.